# María Sefidari
María Sefidari Huici, née en 1982 à Madrid en Espagne, est une professeure d'université espagnole. Elle est la présidente du conseil d'administration de la Fondation Wikimédia de 2018 à 2021.

## Biographie
Elle est nommée Women's Leadership Fellow lors de la conférence Techweek (en), en 2014. 
En 2018, un essai, qu'elle a écrit sur la prochaine réforme européenne du droit d'auteur, a été largement couvert, notamment par TechCrunch et Boing Boing,,.
En juillet 2018, elle est élue au poste de présidente du conseil d'administration de la Fondation Wikimédia. Elle est réélue à ce poste en août 2019,. 
Elle contribue aux wikis de Wikimedia sous le pseudonyme Raystorm.